# 杜可用
杜可用（13世纪？—1280年），又名杜万一，元朝初期江西民变首领，以白莲教起家，都昌（今江西省都昌）人。元朝灭亡南宋不久，元世祖至元十七年（1280年）四月，举旗反元，义军达万余人，自号杜圣人，称天王，年号万乘。以谭麟为副天王，都昌西山寺僧为国师。江淮行省参知政事史弼率军镇压，杜可用与骨干数十人被俘杀。